# Associazione Lombarda dei Giornalisti
L’Associazione Lombarda dei Giornalisti (ALG) è il sindacato dei giornalisti lombardi. Ad agosto 2020 i giornalisti pubblicisti iscritti sono 756 mentre i professionisti sono 3.592.
È una delle 20 associazioni regionali aderenti alla Federazione nazionale stampa italiana.

## Storia
Sette giornalisti, sette personalità diverse con un unico mandato: studiare il primo statuto per quella che il 16 agosto 1890 sarebbe diventata l’Associazione Lombarda dei Giornalisti. I sette erano Desiderio Archinti, Achille Bersellini, Giuseppe Bolognesi, Giuseppe Gandolfi, Osvaldo Gnocchi – Viani, Antonio Gramola ed Emanuele Pugliesi.
Alle due di notte del 24 luglio 1890, nel Salone della Camera di Commercio in via Meravigli 12, dopo una serie di assemblee aperte che presero il via dieci giorni prima, quei sette giornalisti tennero a battesimo l’Associazione su mandato di una ventina di colleghi che lavoravano in quella che era la Capitale della stampa: a Milano c’erano, fra gli altri, “Il Secolo”, “Il Pungolo” e “Il Corriere della Sera” per non parlare dei giornali scientifici di casa Rechiedei, “Il Figaro”, “Il Mondo Artistico”, le diverse testate edite da Sonzogno, Garbini e l’“Esploratore”.

### Il primo statuto
Lo statuto dell’Associazione Lombarda dei Giornalisti fu redatto da due avvocati, Michele Valdata e Achille Raspi, seguendo le precise indicazioni dei sette colleghi fondatori. In realtà, Valdata era anche giornalista e diventerà poi nel 1900 capo delegazione per la Lombarda al primo Congresso della Federazione Nazionale della Stampa Italiana.
Il vero “compleanno” dell’Associazione fu quel 16 agosto 1890, giorno in cui un centinaio di nomi furono trascritti nel “libro verde”, un volume ricoperto di fustagno, su cui erano registrate le adesioni e che andò perso come molti altri documenti dell’epoca. Nello stesso giorno quel sodalizio venne denunciato alle autorità.

### Il primo Comitato Direttivo
Il primo Comitato Direttivo si insediò l’11 ottobre. Fu eletto con i voti di 73 soci, con 3 schede nulle.
In ordine di votazione furono eletti a far parte del Comitato Direttivo: Giuseppe Bolognesi (redattore de La Lombardia), Achille Bersellini (Il Sole), Giuseppe Gandolfi (direttore de Il Villaggio), Eugenio Zorzi (L’Italia del Popolo), Desiderio Archinti (Il Secolo), Francesco Pozza (direttore di Guerin Meschino), Luigi Bignami (Il Corriere della Sera), Dario Papa (L’Italia del Popolo), Carlo Romussi (redattore capo e futuro direttore de Il Secolo). Furono eletti anche Ernesto Teodoro Moneta (direttore de Il Secolo, premio Nobel per la pace nel 1907), Eugenio Torelli Violler (ideatore e cofondatore nel 1876 del Corriere della Sera che diresse fino al 1898), Anna Kuliscioff (che con Filippo Turati dal 1885 al 1891 fondò e diresse “Critica Sociale”, la rivista del socialismo riformista italiano) e Ulrico Hoepli, storico editore.
Il Collegio Direttivo si insediò l’11 ottobre dello stesso anno.

### Il primo Collegio dei Probiviri
Il Collegio dei Probiviri, invece, fu composto dal conte Emilio Turati (direttore Corse – scherma), Osvaldo Gnocchi – Viani (Il Sole), Alfredo Comandini (direttore de La Lombardia) ed Emanuele Pugliesi (direttore de Il Commercio).

### Pubblicisti e Professionisti
Lo Statuto non prevedeva alcuna divisione tra i giornalisti pubblicisti e i professionisti: la distinzione arrivò soltanto nel 1907. Alla Lombarda potevano aderire “le persone che esercitavano la professione del giornalismo”, cioè, come precisava l’articolo 4 dello stesso Statuto, i direttori, i redattori, i corrispondenti ordinari, i collaboratori ordinari, gli amministratori, gli editori - proprietari o i proprietari dei giornali.

### L’ammissione alla ALG
La procedura d’ammissione prevedeva che la domanda del candidato fosse corredata dalle firme di presentazione di due soci. Quando il Comitato Direttivo aveva riconosciuto come validi i requisiti proposti, la domanda dell’aspirante giornalista restava affissa nella bacheca per otto giorni. Poi, veniva automaticamente inserita nel "libro verde".
Ogni iscritto doveva versare una quota di 3 lire al mese. Alla fine del 1890 gli iscritti raggiunsero quota 100; 127 l’anno dopo, 133 nel 1892, 139 nel 1893 e 158 nel 1894.

### Il Fondo di Previdenza
Nell’articolo 2 del suo Statuto, la Lombarda veniva definita come “legittima rappresentanza del giornalismo nella regione con l’intento di aiutarlo nell’adempimento dei suoi doveri e nel conseguimento dei suoi diritti; di provvedere al mutuo soccorso fra i soci ed a quant’altro giovi all’incremento morale e materiale della classe”.
Più avanti, gli articoli 28 e 30 stabilivano “l’impegno a formare un Fondo di previdenza per invalidità e pensione ma anche per sussidi in caso di malattia, disoccupazione, e, alle famiglie, in caso di morte”.
In via del tutto informale i giornalisti potevano già disporre di un “medico sociale”, Giulio Archinti, fratello di uno dei fondatori.
Ma per rispondere allo Statuto dell’ALG si costituì una Cassa Pia, aperta a giornalisti, editori e amministratori, primo embrione dell’Istituto di previdenza dei giornalisti. Amministrata dal consiglio direttivo della Lombarda, era regolamentata dalla legge 3 agosto 1862 come un “istituto pubblico di beneficenza” aperto anche agli editori e agli amministratori di giornali. I suoi obiettivi erano prettamente assistenziali e previdenziali: amministrava i contributi e le entrate per elargire sovvenzioni durante la malattia o la disoccupazione. Le pensioni ai soci e alle vedove erano poco più che simboliche.
Per accrescere il patrimonio finanziario della Cassa Pia l’Associazione organizzava manifestazioni mondane, culturali e sportive 
Nel 1911, arrivarono alla Lombarda i primi 180 versamenti per la Cassa Nazionale di Previdenza.

### Le sedi
La prima sede dell’Associazione fu in via Santa Radegonda 11: tre stanze che Giuseppe Gandolfi – direttore del giornale agricolo di sua proprietà “Il Villaggio”, arredò con librerie e sedie di gran lusso ottenute a un prezzo molto basso dopo la chiusura del museo di Propaganda Agraria, messo in liquidazione dal governo brasiliano. Ancora oggi il massiccio tavolo in noce che arredava la sala di lettura, troneggia in uno dei locali dell’attuale sede della ALG in viale Monte Santo 7.
Dopo qualche mese, l’Associazione si spostò nel braccio sinistro della Galleria Vittorio Emanuele, con ingresso da via Silvio Pellico 1: tre locali più servizi in cui lavoravano un fattorino, Arturo Melandri, suo figlio, Anselmo e la figlia di quest’ultimo che si occupava della segreteria.
Ben presto, però, quei locali divennero insufficienti soprattutto per ospitare le assemblee plenarie. Fu così necessario spostarle nel Salone del Circolo degli Industriali in piazza San Sepolcro: “un ambiente - scrive Arturo Pianca - tutto specchi, lampadari di bronzo e con il soffitto affrescato”.

## I Presidenti dell’ALG
- 1890/1907 Archinti, Bersellini, Bignami, Bolognesi, Gandolfi, Papa, Romussi, Zorzi
- 1908/1917 Della Beffa
- 1918 Cappa
- 1919 Zambaldi
- 1920 Perotti
- 1921 Conio
- 1922/1925 Janni
- 1945/1948 Wronowski
- 1949/1964 Lanfranchi
- 1964/1965 Boccali, Ponti
- 1968/1970 Lanocita
- 1971/1974 Renzi
- 1975/1977 Fioramonti
- 1978/1980 Tobagi
- 1980/1992 Santerini
- 1992/1996 Andriolo
- 1996/2001 Molinari
- 2001/2004 Andriolo
- 2004/2014 Negri
- 2015/… Perucchini